# Badri Latif
Badri Latif (Berlijn, 2 juli 1977) is een voormalig hockeyster uit Duitsland. Met de Duitse nationale hockeyploeg won Latif met de Duitse ploeg de gouden olympische medaille. In 2006 won Latif met de Duitse ploeg de Champions Trophy.

## Erelijst
- 1997 –  Champions Trophy in Berlijn
- 1998 –  WK hockey in Utrecht
- 1999 –  Europees kampioenschap in Keulen
- 1999 –  Champions Trophy in Brisbane
- 2000 –  Champions Trophy in Amstelveen
- 2000 – 7e Olympische Spelen in Sydney
- 2002 – 7e WK hockey in Perth
- 2004 –  Olympische Spelen in Athene
- 2006 –  Champions Trophy in Amstelveen
- 2006 – 8e WK hockey in Madrid